# Villarquemado
Villarquemado es una localidad y municipio español de la provincia de Teruel perteneciente a la comarca Comunidad de Teruel, comunidad autónoma de Aragón. Está situado a 24 km de la capital, Teruel. Cuenta con 904 habitantes (2012) y tiene una extensión de 56,43 km². Su densidad de población es de 16,66 hab / km².

## Geografía
Integrado en la comarca de Comunidad de Teruel, se sitúa a 25 kilómetros de la capital provincial. El término municipal está atravesado por la autovía Mudéjar (A-23) y por la carretera N-234, que comparte trayecto con la N-330. 
El relieve del municipio está caracterizado por el valle del río Jiloca al oeste, que hace de límite con Santa Eulalia del Campo y Cella, y por las primeras elevaciones de la Sierra Palomera al este, perteneciente al sistema Ibérico, desde donde descienden algunas ramblas. La altitud oscila entre los 1214 metros al este y los 990 metros a orillas del río Jiloca. El pueblo se alza a 996 metros sobre el nivel del mar. 
| Noroeste: Santa Eulalia del Campo      | Norte: Santa Eulalia del Campo | Noreste: Santa Eulalia del Campo |
| Oeste: Santa Eulalia del Campo y Cella |                                | Este: Celadas                    |
| Suroeste: Cella                        | Sur: Cella                     | Sureste: Cella                   |

## Historia
El nombre de la localidad parece hacer referencia a un incendio en la población, que previamente parece haberse llamado Villahermosa o Villanueva de las Tres Torres.
El 2 de diciembre de 1249 firma en esta localidad Jaime I la donación los castillos de Santa Eulalia la Mayor, Castel de Cabra y Petrasol a favor de Atho de Foces.

## Demografía

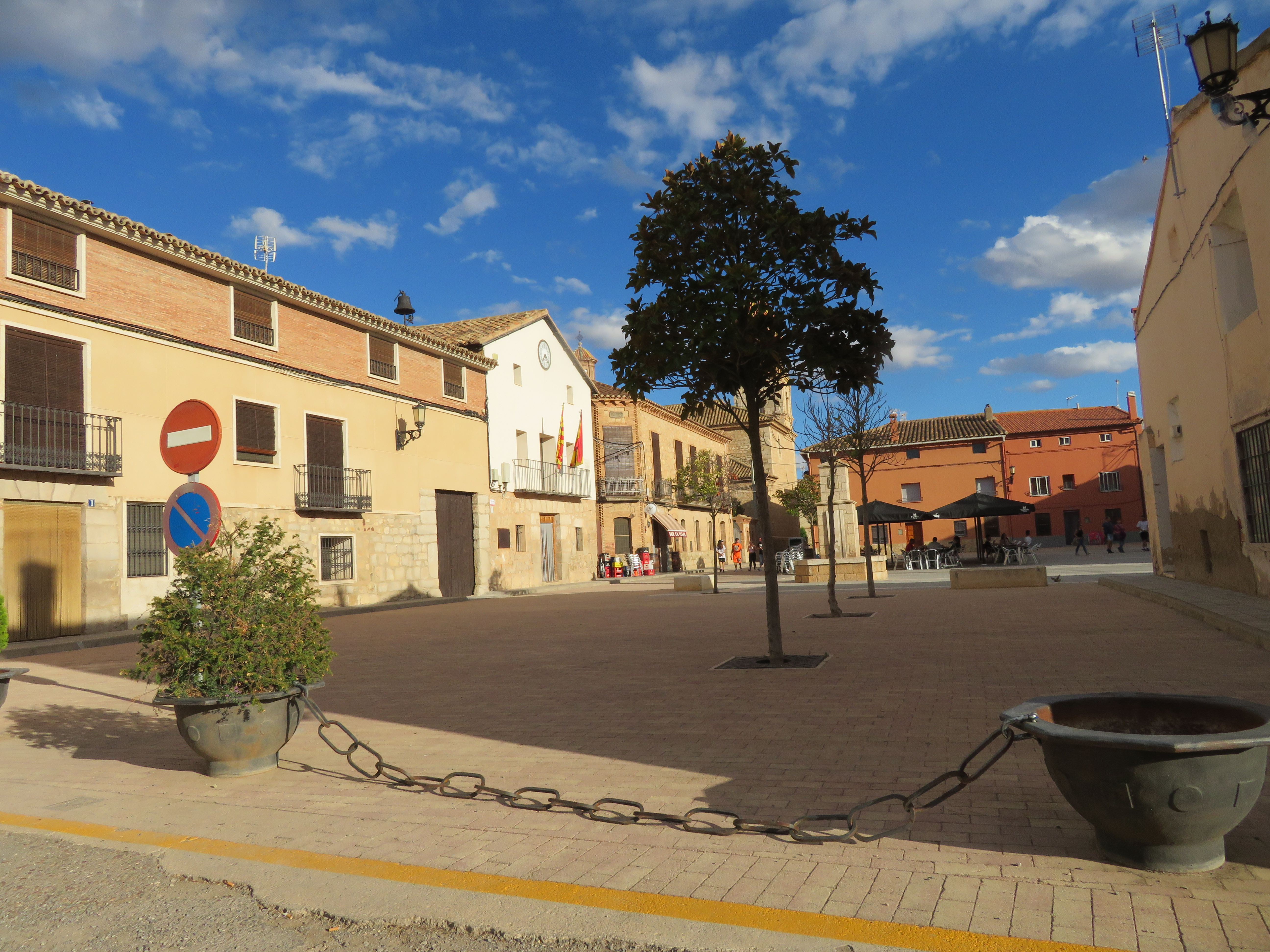
Plaza Mayor de Villarquemado

Villarquemado cuenta con una población de 870 habitantes (INE 2024).
| Gráfica de evolución demográfica de Villarquemado entre 1842 y 2021                                                 |
| |
| Población de derecho según los censos de población del INE Población de hecho según los censos de población del INE |

## Administración y política
| Período   | Alcalde                  | Partido |  |
| --------- | ------------------------ | ------- |  |
| 1979-1983 | Jesús Mora Mora          | PSOE    |  |
| 1983-1987 |                          |         |  |
| 1987-1991 |                          |         |  |
| 1991-1995 |                          |         |  |
| 1995-1999 |                          |         |  |
| 1999-2003 |                          |         |  |
| 2003-2007 |                          |         |  |
| 2007-2011 |                          |         |  |
| 2011-2015 | Federico Serrano Paricio | PSOE    |  |

| Partido político    | Partido político                                   | 2003   | 2007   | 2011   | 2015   |
| Partido político    | Partido político                                   | Ediles | Ediles | Ediles | Ediles |
|                     | Partido de los Socialistas de Aragón (PSOE-Aragón) | 4      | 4      | 4      | 4      |
|                     | Partido Popular de Aragón (PP)                     | 3      | 1      | 3      | 3      |
|                     | Partido Aragonés (PAR)                             | —      | —      | 0      | —      |
|                     | Chunta Aragonesista (CHA)                          | —      | 2      | —      | —      |
| Total de concejales | Total de concejales                                | 7      | 7      | 7      | 7      |